# Monceaux-l'Abbaye
Monceaux-l'Abbaye là một xã thuộc tỉnh Oise trong vùng Hauts-de-France phía bắc nước Pháp. Xã này nằm ở khu vực có độ cao trung bình 215 mét trên mực nước biển.